# 林書揚
林書揚（1926年—2012年10月11日），臺灣臺南市麻豆區人，勞動人權協會第三任會長與勞動黨榮譽主席。

## 生平

### 早年
林書揚出身自麻豆林家，被稱為「臺灣三大林家」之一，而其父親為開基祖林文敏第四房第四代:288-296，於日治時期大正初年（1911）時屬中上地主:288-296。林書揚父親是堅持漢民族思想的仕紳，擅長漢文、四書五經、書法。在林書揚就讀公學校四年級時，曾於廈門帶回數冊國語課本，並親自監督林書揚每天學習一小時，而後也曾讓林書揚到漢文私塾讀書，直至被全面禁止私塾文化才停止:288-296。對於林書揚的價值觀、世界觀的養成有深遠的影響。
由於家族參與過臺灣文化協會等台灣自覺運動，對於林書揚的左派意識與民族意識有相當大的啟蒙。林書揚就讀於臺南州立臺南第二中學校時，曾短暫借住於表哥莊孟侯家。在那段期間，莊孟侯和林書揚批判日本軍國主義，並鼓勵林書揚閱讀馬克思主義的書籍:288-296。
林書揚也在皇民化時期的時代背景下，因為政府刻意抹滅台灣人的民族思想與消磨台人反抗思想，開始自主閱讀被政府禁止的左派理論經典與新文學運動傳單:288-296。因為家庭成員的影響，與時代背景的催化，林書揚逐漸走向左派反帝意識。
1945年，林書揚畢業於臺南州立臺南第二中學校，但是未能升學；而此時由於大量左派思潮書籍進入台灣，林書揚也組織相關的讀書會以匯集同志。在1950年的中國共產黨台灣省工作委員會麻豆支部案中，林書揚被捕，判處無期徒刑，一直到1984年才釋放，長達三十四年零七個月，與李金木是台灣史上坐牢最久的政治犯。出獄後的林書揚成為島內社會主義統一派夏潮系的領導人之一。

### 獄中生活
林書揚在1950年判決確定後兩年，於1952年時從舊監獄轉到「臺灣省保安司令部綠島新生訓導處」服刑，不同於一般監獄的純粹限制行動，在綠島新生訓導處更多的是透過強制洗腦及各式勞動對受刑人提供感化教育、思想改造，他在服刑期間仍有少數抵抗事件，如拒絕參與「一人一事良心救國運動」、拒唱國歌等:290。1963年轉往泰源監獄服刑，隨後在1970年受泰源事件影響重回綠島新生訓導處。 因林書揚服刑時間過長而有許多國際人權組織或個人為其奔波、聲援，如在1978、1979年間皆曾有美籍律師與美籍議員來函要求查看受長期監禁的林書揚一案，及其在獄中的身體健康情況；1984年中國人權協會及國際赦免會請求釋放林書揚，並在1984年8月17日假釋出獄，結束其長達34年的獄中生活。

### 出獄情形
他在獄中便常書寫相關的社會主義及左派思潮的文章書信，待出獄後仍持續進行，先著手於史料的翻譯並進一步書寫相關的左派言論，後又身體力行組織行動，是建構日後臺統左派的重要根基。1986年成立台灣地區政治受難人互助會，旨在促進中國統一；1987年發行黨外刊物《前方》雜誌，批判「民間社會」，主張以「階級論」為基礎的「工農聯盟論」開展社會運動，成為當時台灣批判新自由主義的先驅之一。  1988年參與中國統一聯盟成立，隔年1989年成立勞動黨，於同年撰寫《河殤》批判、翻譯出版《臺灣總督府警察沿革誌台灣社會運動史》，1992年再出版《從二二八到五0年代白色恐怖一書》並擔任中國統一聯盟第五任主席，1993年展開「五0年代白色恐怖平反運動」，又1997年以促進東亞和平、中國統一、南北韓統一等為目標成立「東亞國家與政治恐怖」國際論壇， 2000年擔任勞動人權協會會長，2002年推動「新民主論壇」。:291-292
2012年10月11日病逝於北京，享壽86歲。
2018年10月4日，林書揚之有罪判決及沒收宣告受公告撤銷。

## 政治主張
1991年4月21日，勞動黨於台北市召開第二屆全國黨代表大會，林書揚被選舉為勞動黨副主席，負責起草黨綱的修訂草案，並對修訂的內容做了報告：
1. 確立我黨的歷史傳承：我黨的成立，除了深具時代意義之外，更有其長遠的歷史根源，是台灣人民左翼運動的一個延續性的存在。台灣人民左翼運動的第一期，是二○、三○年代日據下的反帝鬥爭；第二期，是五○年代國民黨統治下的人民民主運動；左翼運動的香火不絕如縷，一脈相傳至今，而有我黨的肇造。如此的歷史傳承，顯示了我黨肩負的台灣人民左翼運動第三期人民民主與反帝相結合的重大歷史任務。
2. 明確的國家統一主張：基於社會主義的理念與思想指導，以及對於資本帝國主義的洞察，我黨認為，在新殖民主義時代，不可能存在一島社會主義的現實。因此，台灣勞動人民要尋求解放，爭取當家作主的權利，除了通過國家統一之外，別無他途；也只有在一個強大的社會主義中國之內，台灣的勤勞大眾才能免於資產階級與帝國主義的雙重剝削與壓迫。我黨認為，國家統一是台灣勞動人民獲得階級與民族雙重解放的具體保證。為了台灣勤勞大眾的利益，我黨無畏地提出國家統一的政治要求，並明確地寫入黨綱之中。[6]

林書揚主張民族主義和社會主義是使社會完善的最重要思想，因此他主張兩岸必須統一，其認為在歷史上臺灣與中國始終是一體的，但因為外來政權統治臺灣導致兩岸長期分離，所以從民族主義的視角來看，兩岸統一才能使兩地因為外來強權而被迫分離的同一個民族再次合一，回復正常的狀態；從社會主義的視角來看，若因自己已經活在小康社會中，就不幫助其他仍在困苦中的勞動者是不應該的。:296

## 著作
1. 林書揚，《從二．二八到五０年代白色恐怖》。台北：時報文化，1992。
2. 林書揚，《林書揚文集（一）回首海天相接處》。台北：人間出版社，2010。
3. 林書揚，《林書揚文集（二）如何讓過去的成為真正的過去》。台北：人間出版社，2010。
4. 林書揚，《林書揚文集（三）有了統一才能自決》。台北：人間出版社，2011。
5. 林書揚，《林書揚文集（四）勞動者，團結起來！》。台北：人間出版社，2012。

## 外部連結
- 林書揚同志紀念網站 （页面存档备份，存于）